# 天山鹅观草
天山鹅观草（学名：Roegneria tianschanica）为禾本科鹅观草属下的一个种。

## 扩展阅读
- 維基物種上的相關：天山鹅观草